# Knut Nystedt
Knut Nystedt (Kristiania, 3 de septiembre de 1915 − 8 de diciembre de 2014) fue un compositor, organista, director de coro y pedagogo noruego.

## Biografía
Nystedt nació en Kristiania (actual Oslo) el 3 de septiembre de 1915. Trabajó la mayor parte de su vida como organista en la iglesia Torshov de Oslo y como profesor de dirección de coro en la Universidad de Oslo. Fundó y dirigió los coros Det Norske Solistkor ('Coro de solistas noruegos') y Schola Cantorum de Noruega, con los que viajó por todo el mundo. 
La mayor parte de sus composiciones para coro o voces solistas están basadas en textos bíblicos o sagrados. En sus creaciones tiene una importancia crucial la música sacra antigua, como Palestrina y el canto gregoriano. Como compositor de piezas tanto corales como orquestales, Nystedt mostró una notable capacidad de adaptar los nuevos descubrimientos a su estilo personal, rico al mismo tiempo en colores y en delicados matices. El CD Immortal Nystedt grabado en 2005 por el coro noruego Ensemble 96, fue nominado a los Premios Grammy de 2007 en dos categorías. 
En reconocimiento de su obra Knut Nystedt recibió numerosos galardones en su país y en el extranjero, y en 1966 fue nombrado caballero de la Orden de San Olaf, de la que llegaría a ser comendador en 2002. Fue profesor honorario de la Universidad de Mendoza en Argentina.
Falleció el 8 de diciembre de 2014.